# تشيسابيك (فرجينيا)
تشيسابيك (بالإنجليزية: Chesapeake)‏ هي مدينة مستقلة تقع في ساوث هامبتون رودز في منطقة هامبتون رودز الحضرية في ولاية فرجينيا في الولايات المتحدة. تشيسابيك هي واحدة من مدن هامبتون رودز، وتشكلت في عام 1963 بتوحيد سياسي بين مدينة ساوث نورفولك مع مقاطعة نورفولك السابقة، والتي يرجع تاريخها إلى عام 1691. تشيسابيك هي ثاني أكبر مدينة من حيث المساحة في كومنولث ولاية فيرجينيا.
تشيسابيك هي مدينة متنوعة مع مناطق حضرية قليلة، فضلا عن العديد من الأميال المربعة من الأراضي الزراعية والغابات والأراضي الرطبة المحمية، بما في ذلك جزء كبير من مستنقع ديسمال العظيمة. تمتد المدينة على طول الطريق من حدود ولاية كارولينا الشمالية في المناطق الريفية إلى منطقة ميناء هامبتون رودزالمحاذي لمدن نورفولك، وبورتسموث، وتقع تشيسابيك على الواجهة البحرية على المحيط الأطلسي، بين السواحل المائية والصناعية وبها أميال من العقارات التجارية والسكنية.
حاليا هي ثالث أكبر مدينة في ولاية فرجينيا من حيث عدد السكان. ووفقا لتعداد عام 2010، عدد سكانها بلغ 222,209. وفي عام 2011، تم اختيار تشيسابيك في المرتبة الحادية والعشرين بين أفضل مدن في أمريكا من قبل بلومبيرغ بيزنس ويك.

## التركيبة السكانية
حدّد مكتب تعداد الولايات المتحدة بيانات التركيبة السكانية لتشيسابيك في تعداد الولايات المتحدة. في ما يلي، التركيبة السكانية حسب تعدادي 2000 و2010.

### تعداد عام 2000
بلغ عدد سكان تشيسابيك 199,184 نسمة بحسب تعداد عام 2000، وبلغ عدد الأسر 69,900 أسرة وعدد العائلات 54,158 عائلة مقيمة في المدينة. في حين سجلت الكثافة السكانية 219.1 نسمة لكل كيلومتر مربع (567.5/ميل2). وبلغ عدد الوحدات السكنية 72,672 وحدة بمتوسط كثافة قدره 80 لكل كيلومتر مربع (207.2/ميل2).
وتوزع التركيب العرقي للمدينة بنسبة 66.87% من البيض و28.53% من الأمريكيين الأفارقة و0.39% من الأمريكيين الأصليين و1.84% من الأمريكيين ذوي الأصول الآسيوية و0.05% من سكان جزر المحيط الهادئ و0.70% من الأعراق الأخرى و1.62% من عرقين مختلطين أو أكثر و2.05% من الهسبانيون أو اللاتينيون من أي عرق.
بلغ عدد الأسر 69,900 أسرة كانت نسبة 45.3% منها لديها أطفال تحت سن الثامنة عشر تعيش معهم، وبلغت نسبة الأزواج القاطنين مع بعضهم البعض 59.7% من أصل المجموع الكلي للأسر، ونسبة 14% من الأسر كان لديها معيلات من الإناث دون وجود شريك، بينما كانت نسبة 3.8% من الأسر لديها معيلون من الذكور دون وجود شريكة وكانت نسبة 22.5% من غير العائلات. تألفت نسبة 18% من أصل جميع الأسر من عدة أفراد يعيشون في نفس المنزل ونسبة 5.9% كانت تتألف من شخص يعيش بمفرده يبلغ من العمر 65 عاماً أو أكثر. وبلغ متوسط حجم الأسرة المعيشية 2.79، أما متوسط حجم العائلات فبلغ 3.17.
بلغ العمر الوسطي للسكان 34.7 عاماً. وكانت نسبة 28.7% من القاطنين تحت سن الثامنة عشر، وكانت نسبة 7.7% بين الثامنة عشر والرابعة والعشرين عاماً، ونسبة 31.5% كانت واقعةً في الفئة العمرية ما بين الخامسة والعشرين والرابعة والأربعين عاماً، ونسبة 21.6% كانت ما بين الخامسة والأربعين والرابعة والستين، ونسبة 8.4% كانت ضمن فئة الخامسة والستين عاماً فما فوق. يوجد لكل 100 أنثى 92.6 ذكر، ويوجد لكل 100 أنثى في الثامنة عشر من عمرها فما فوق 88.6 ذكر.
بلغ متوسط دخل الأسرة في المدينة 50,743 دولارًا، أما متوسط دخل العائلة فبلغ 56,302 دولارًا. وكان متوسط دخل الذكور 39,204 دولارًا مقابل 26,391 دولارًا للإناث. وسجل دخل الفرد الخاص بالمدينة 20,949 دولارًا. وكانت نسبة 6.1% من العائلات ونسبة 7.3% من السكان تحت خط الفقر، وكان من هؤلاء نسبة 10% تحت سن الثامنة عشر ونسبة 9% في الخامسة والستين من العمر وما فوق.

### تعداد عام 2010
بلغ عدد سكان تشيسابيك 222,209 نسمة بحسب تعداد عام 2010، وبلغ عدد الأسر 79,574 أسرة وعدد العائلات 59,927 عائلة مقيمة في المدينة. في حين سجلت الكثافة السكانية 244.5 نسمة لكل كيلومتر مربع (633.3/ميل2). وبلغ عدد الوحدات السكنية 83,196 وحدة بمتوسط كثافة قدره 91.5 لكل كيلومتر مربع (237.0/ميل2).
وتوزع التركيب العرقي للمدينة بنسبة 62.56% من البيض و29.81% من الأمريكيين الأفارقة و0.39% من الأمريكيين الأصليين و2.87% من الأمريكيين ذوي الأصول الآسيوية و0.08% من سكان جزر المحيط الهادئ و1.24% من الأعراق الأخرى و3.05% من عرقين مختلطين أو أكثر و4.37% من الهسبانيون أو اللاتينيون من أي عرق.
بلغ عدد الأسر 79,574 أسرة كانت نسبة 40.2% منها لديها أطفال تحت سن الثامنة عشر تعيش معهم، وبلغت نسبة الأزواج القاطنين مع بعضهم البعض 55.1% من أصل المجموع الكلي للأسر، ونسبة 15.6% من الأسر كان لديها معيلات من الإناث دون وجود شريك، بينما كانت نسبة 4.6% من الأسر لديها معيلون من الذكور دون وجود شريكة وكانت نسبة 24.7% من غير العائلات. تألفت نسبة 19.8% من أصل جميع الأسر من عدة أفراد يعيشون في نفس المنزل ونسبة 6.8% كانت تتألف من شخص يعيش بمفرده يبلغ من العمر 65 عاماً أو أكثر. وبلغ متوسط حجم الأسرة المعيشية 2.75، أما متوسط حجم العائلات فبلغ 3.15.
بلغ العمر الوسطي للسكان 37.0 عاماً. وكانت نسبة 25.9% من القاطنين تحت سن الثامنة عشر، وكانت نسبة 9.1% بين الثامنة عشر والرابعة والعشرين عاماً، ونسبة 26.5% كانت واقعةً في الفئة العمرية ما بين الخامسة والعشرين والرابعة والأربعين عاماً، ونسبة 28.1% كانت ما بين الخامسة والأربعين والرابعة والستين، ونسبة 10.4% كانت ضمن فئة الخامسة والستين عاماً فما فوق. وتوزع التركيب الجنسي للسكان بنسبة 48.6% ذكور و51.4% إناث.

## توأمة
لتشيسابيك (فرجينيا) اتفاقيات توأمة مع:
- جوينفيل [11]

## أعلام
- ألونزو مورنينج
- جاي فارو
- فرانك فوستر
- مايكل كوبون
- غرانت هولواي
- كليف غالوب
- بوب ألين
- راندي باوش
- مايك سكوت